# Радомский повет
Радомский повет (пол. Powiat radomski) — повет (район) в Польше, входит как административная единица в Мазовецкое воеводство.
Центр повета — город Радом (в состав повета не входит). Занимает площадь 1529,75 км². Население — 144 591 человек (на 2005 год).

## Состав повета

### Современность
- города: Пёнки, Илжа, Скарышев
- городские гмины: Пёнки
- городско-сельские гмины: Гмина Илжа, Гмина Скарышев
- сельские гмины: Гмина Гузд, Гмина Ястшембя, Гмина Едлиньск, Гмина Едльня-Летниско, Гмина Коваля, Гмина Пёнки, Гмина Пшитык, Гмина Вежбица, Гмина Волянув, Гмина Закшев

## Демография
Население повета дано на 2005 год.
| Перепись            | Всего   | Всего | Женщины | Женщины | Мужчины | Мужчины |
| ------------------- | ------- | ----- | ------- | ------- | ------- | ------- |
|                     | чел.    | %     | чел.    | %       | чел.    | %       |
| Всего               | 144 591 | 100   | 72 616  | 50,2    | 71 975  | 49,8    |
| Городское население | 29 123  | 100   | 15 103  | 51,9    | 14 020  | 48,1    |
| Сельское население  | 115 468 | 100   | 57 513  | 49,8    | 57 955  | 50,2    |